# Bdelyrus apaporisae
Bdelyrus apaporisae är en skalbaggsart som beskrevs av Cook 1998. Bdelyrus apaporisae ingår i släktet Bdelyrus och familjen bladhorningar. Inga underarter finns listade.